# Giuseppe Reichmuth
 Giuseppe Reichmuth (* 14. August 1944 in Affoltern am Albis, Kanton Zürich) ist ein Schweizer Maler und Künstler. Er ist kaum in eine Kunstrichtung einzuordnen, denn er wählt seinen Stil je nach Gegenstand aus. Sein einziges festes Merkmal ist der Humor.

## Leben
Das erste und wohl heute noch bekannteste Bild „Zürich Eiszeit“ erregte 1975 grosses Aufsehen. Es zeigt in fotorealistischem Stil ein als apokalyptisch auffassbares Szenario in Zürich: Die Eiszeit ist ausgebrochen, zwischen den geschichtsträchtigen Häusern liegen Eisschollen, in denen noch ein Kriegsschiff feststeckt und auf denen Pinguine herumstehen. Das Bild wurde unter anderem interpretiert als Anklage auf die angeblich vereisten, verknöcherten Verhältnisse des damaligen Zürichs, die auch von der Zürcher Jugendbewegung und in Mars von Fritz Zorn angeprangert wurden.
Im ähnlichen Stil entstand noch «Dinosaurier auf der Autobahn», danach wurde das Werk vielseitiger.
Reichmuth wirkte bei Badener Theaterprojekten wie z. B. dem Jerry Dental Kollekdoof mit. Er lernte Ruedi Häusermann kennen, mit dem er in der Folge viele Inszenierungen und Aktionen aufführte, z. B. 1985 «Bleu et gentil»: Als Zürcher Polizisten verkleidet gingen die beiden Künstler Hand in Hand durch die Stadt.
Provokant war auch Reichmuths Bild eines lasterhaften rauchenden Papstes und die Aktion, kreuz und quer durch den Lichthof der Universität an eigens montierten Wäscheleinen Wäsche aufzuhängen, gewissermassen mit dem sprichwörtlichen Motto, «dreckige Wäsche zu waschen».
Mit Roman Casanova malte er in jüngerer Zeit «Hin- und Herbilder»: Der eine Künstler malte ein Bild, dieses wurde farbig fotokopiert, dann vom anderen mehr oder weniger stark (aber nie total) übermalt. Es wurde wieder kopiert und zurückgesandt – von März 1997 bis Ende 2003 entstanden auf diese Weise 83 Bilder, die zusammen ausgestellt wurden.

## Wissenswertes
- „Zürich Eiszeit“ wurde für als Coverbild für die CD „Swiss Kult-Hits“ Vol. 2 verwendet.
- „Zürich Eiszeit“ wurde zu einem Inbild der Zürcher Jugendunruhen von 1980.
- Der „Dinosaurier auf der Autobahn“ schaffte es bis in die USA, wo er auf Postern, T-Shirts und einer Hauswand zu finden war.
- Laut Reichmuth waren weitere Bilder im Stil von „Zürich Eiszeit“ geplant, die dasselbe Prinzip auf andere Städte angewendet hätten, dies wurde jedoch nicht umgesetzt.